# Zushi Games
Zushi Games fue un distribuidor de videojuegos británico que tiene su sede en Sheffield. Zushi era el propietario de la serie de ventas multimillonarias Premier Manager y más conocida por Alien Hominid. Zushi publicaba títulos para las consolas Nintendo DS, Wii, Game Boy Advance, PlayStation 2, PC y Xbox.

## Historia

### Zoo Digital Publishing (nombre original)
La empresa fue fundada en 1999 por Ian Stewart, uno de los tres fundadores de Gremlin Interactive.. En 2002, se fusionó con Digital Worldwide, que distribuía los títulos de Destination Software para el mercado europeo.
En octubre de 2003, la empresa adquirió los activos de Gremlin de Atari (antiguamente Infogrames). La compra incluyó las series Actua Sports y Premier Manager, junto con otros títulos como Hogs of War y Judge Dredd. Zoo reeditó los títulos bajo la categoría de "Zoo Classics" a partir de finales de 2003.

### Zushi Games
El 23 de abril de 2008, GreenScreen Interactive Software anunció la adquisición de la empresa, que se combinara con Destination Software en la nueva etiqueta de Zoo Games. En noviembre de 2008, solo unos pocos meses como subsidiaria de GreenScreen Interactive Software, recuperaron la independencia a través de una compra por parte de la gerencia. En marzo de 2009, la compañía anunció su nuevo nombre de Zushi Games. El 18 de marzo de 2010, Zushi pasó a la administración y tiene una acción judicial en al menos una de sus propiedades.
Tras el cierre de Zushi, los ex empleados crearon una nueva empresa llamada Funbox Media que recogió algunos de los títulos anteriores de Zushi.

## Videojuegos
Para los juegos publicados mientras Zushi era una subsidiaria de GreenScreen Interactive Software, véase Zoo Games 
Juegos seleccionados
- Alien Hominid (2005) Game Boy Advance, Móvil, PlayStation 2, Xbox
- Lionel Trains: On Track (2007) Nintendo DS
- Need for Speed: Porsche Unleashed (2004) Game Boy Advance
- Pac-Man World (2004) Game Boy Advance
- Pac-Man World 2 (2005) Game Boy Advance